# Свети Никола (Оморани)
„Свети Никола“ (на македонска литературна норма: „Свети Никола“) е манастирска църква край велешкото село Оморани, централната част на Северна Македония.

## Местоположение
Църквата е разположена в Старото село, недалеко от десния бряг на Бабуна.

## История
Няма писмени извори за създаването на манастира. Разрушен е през османско време и после отново възстановен. Георги Трайчев приема, че манастирът е основан през 1807 година, но в Слепченския поменик, писан след 1573 година, се споменава йеромонах Мина от Хоморан, което дава основание да се твърди, че манастирът е по-стар.
В 1896 година Гьорче Петров пише, че някога село Оморани е било чифлик на манастира.

## Архитектура
В архитектурно отношение е еднокорабна сграда с полукръгла апсида на изток и отворен трем на западната страна. Църквата е цялостно обновена. Единствената следа от нейната автентичност се открива в документацията на Националния консерваторски център в Северна Македония, в които се посочва, че църквата според архитектурните си особености е принадлежала към поствизантийския период и е имала запазени стенописи в апсидата с изображение на Богородица Ширшая небес и друг фрагмент вдясно от апсидата.